# Mundo Ofertas
'Mundo Ofertas' era un programa destinado al público de los infomerciales, transmitido por UCV Televisión desde 1997, con avisos de Kamacolor (donde aparecía Susana Palomino), Servicopier, Panamtur, Alondra, Pisos Continental y de varios productos chilenos